# Esperantist
In de Verklaring van Boulogne werd voor het eerst de term esperantist gedefinieerd, voorgesteld door L.L. Zamenhof. Hij definieerde een esperantist als iemand die de internationale hulptaal Esperanto kent en gebruikt voor elk gewenst doeleinde. Het woord 'esperanto' betekent 'iemand die hoopt'.

## Bekende esperantisten

### Belangrijkste esperantisten
- Ludwik Lejzer Zamenhof, grondlegger van het Esperanto.

"Het interne idee van Esperanto is: op basis van een neutrale taal de muren tussen de volkeren afbreken en de mensen aanwennen, (dat elk van hen) in hun naaste slechts een mens en een vriend te zien."
- András Cseh, maker en onderwijzer van de Cseh-methode en Esperantopedagoog.
- Lidia Zamenhof, dochter van L.L. Zamenhof en belangrijk Esperanto-onderwijzeres.
- Edmond Privat, leider van de Esperantobeweging.
- Hector Hodler, had veel invloed op de vroege Esperantobeweging, als (mede)oprichter van de Wereld-Esperantovereniging.

### Andere esperantisten
- Théophile Cart, polyglot, latinist, verdediger van orthodoxe stijl en de stabiliteit van het Esperanto.
- Ivo Lapenna, jurist, belangrijkste ideoloog en leider van de naoorlogse Esperantobeweging.
- Koffi Gblego, van de Esperantobeweging in Afrika.
- Hasegawa Teru, Japanse, literair en politiek actief

### Nederlandse esperantisten
- Willem Drees, minister-president

Hij was "honora membro" (erelid) van de Wereld-EsperantoVereniging (Universala Esperanto-Asocio). Hij hield toespraken tijdens internationale Wereld-Esperantocongressen die in Nederland werden gehouden, uiteraard in Esperanto.
- Willem Verloren van Themaat, wiskundige, vertaler van "het kinderras" van William Auld
- Julia Isbrücker, oprichtster van het Internationaal Esperanto-Instituut (Den Haag)
- Burgemeester S.J.R. de Monchy, Burgemeester van Arnhem en Den Haag. Hij liet het Esperantohuis in Arnhem bouwen.
- Frans (Gerrit François) Makkink, Nederlands hydroloog en landbouwkundige
- Marc van Oostendorp, de eerste Nederlandse hoogleraar voor de leerstoel Interlinguïstiek en Esperanto aan de Universiteit van Amsterdam.
- Wim Jansen, de huidige docent, die voor het eerst ook Esperantocolleges geeft (2007)
- Gerrit Berveling, vertaler (Lof der zotheid, Latijnse bloemlezing, Bijbelboeken etc.), redacteur van de rubriek Spirita vivo (Geestelijk leven) in het tijdschrift Monato en redacteur van het literair tijdschrift Fonto. Daarnaast is hij lid van de Akademio de Esperanto.
- Hans Bakker (1937-2015), en erelid van TEJO (1976) en UEA (2002).

### Belgische esperantisten
- Charles Lemaire (1863-1926), ontdekkingsreiziger
- Oscar van Schoor (1873-1936), apotheker
- Yvonne Thooris (1889-1978), lid, later (ere-)voorzitter van de Brugse Esperantogroep
- Antoon Jozef Witteryck (1865-1934), uitgever
- Edward Symoens (1915-1995), voorzitter (1979-1984) en ondervoorzitter (1984-1990) van de Vlaamse Esperanto Bond en lid van de overkoepelende organisatie Universala Esperanto Asocio (UEA) gevestigd in Rotterdam (1979-1992)
- Jo Haazen (1944), beiaardier, directeur van de Koninklijke Beiaardschool te Mechelen en professor aan de Staatsuniversiteit Sint-Petersburg.

### Politici
- Badowski, grondlegger van de Communistische partij van Polen, promootte het Esperanto als onderdeel van de Trotskistische beweging.
- Fidel Castro, president van Cuba

"Ik beschouw mijzelf als een soldaat voor het Esperanto. Het is niet belangrijk dat je maar een kleine groep hebt, je idee zal slagen. Het zal slagen omdat het juist is. Elk land heeft zijn eigen taal, de mensheid heeft haar eigen: Esperanto." (Uitspraak afkomstig van Castro tijdens het 75ste Wereld-Esperantocongres in Havana in 1990)
- Eduard VII van het Verenigd Koninkrijk

"Ik denk dat het Esperanto een grote winst is voor de menselijkheid en mijn wens is dat het spoedig een groot succes zal worden."
- Mahatma Gandhi, Indiaas activist

"Ik ben voor één gemeenschappelijke kalender voor de hele wereld, net zoals ik ben voor één soort betaalmiddel voor iedereen en een hulptaal zoals het Esperanto voor iedereen."
- Jean Jaurès, Frans politicus

In 1907 deed hij het voorstel tijdens het Internationale Socialistische Congres in Stuttgart het gebruik van het Esperanto te realiseren op het Brussels Kantoor van de organisatie.
- Léon Blum (1872 - 1950), Frans politicus en schrijver

"Ik wens dat het Esperanto in alle dorpen en alle steden wordt onderwezen; dit zou een entente tussen volkeren brengen en de zekerste manier zijn om universele vrede te handhaven."
- Franz Jonas, President van Oostenrijk

Hij begroette de wereldpers in het Esperanto gedurende zijn bezoek aan Parijs in april 1972.
- Willy Brandt (Herbert Karl Frahm, roepnaam Willy) (1913 - 1992), Kanselier van West-Duitsland van 1969 tot 1974.

"Het succes van het Esperanto is erkend door de UNESCO. De Verenigde Naties had er daadwerkelijk op moeten staan, dat het werk van doctor Zamenhof voortgezet werd."
- Robert Kennedy, Amerikaans politicus, broer van John F. Kennedy

"Het is heel waarschijnlijk dat een neutrale taal veel zou kunnen betekenen voor de communicatie tussen verschillende landen over de hele wereld. Esperanto is al voor lange tijd de voornaamste kandidaat."
- Élisée Reclus, anarcho-communist; schrijver van commune Langue, die zijn aandacht voortzet naar het Esperanto.
- Josip Broz Tito, leider van Joegoslavië

"Esperanto zou geleerd moeten worden door de intellectuelen, door iedereen met buitenlandse contacten, en vooral door de arbeiders."

### Schrijvers
- Umberto Eco, Italiaans linguïst

"Vroeger dacht ik dat een plantaal geen nut kon hebben. Toen ik het Esperanto wat nader ging bekijken, merkte ik echter dat ik mijn mening moest herzien."
- Ba Jin, Chinees anarchistisch schrijver
- Georges Lagrange, Frans Esperanto-schrijver
- Kenji Miyazawa, Japans schrijver
- J.R.R. Tolkien, schrijver en filoloog

"Ik heb sympathie voor het beroep dat Esperanto doet op redelijkheid, maar de principiële reden om het te steunen lijkt te liggen in het feit dat het inmiddels van alle internationale hulptalen de eerste plaats inneemt en brede aanhang heeft."
- Jules Verne

Zijn boek, ongepubliceerd tot 1993, bevat 50 bladzijden over Esperanto in de overloop Studiereis. Daar zegt een van zijn helden: "Esperanto is het zekerste en snelste voertuig naar beschaving". En hij zei aan zijn volgelingen: "De sleutel tot een gemeenschappelijke taal, verloren in de Toren van Babel, kan worden gevonden in het gebruik van het Esperanto".
- Leo Tolstoy

"Ik vond Volapük zeer moeilijk, maar het Esperanto heb ik als zeer eenvoudig ervaren. Het is zo eenvoudig dat ik, toen ik zes jaar geleden een grammatica, een woordenboek en een aantal artikelen in die taal ontvangen had, al na twee uur de taal wellicht niet kon schrijven, maar toch vlot lezen kon. (..) De offers die een Europeaan zou brengen door tijd aan de bestudering van deze taal te besteden, zijn zo klein en de resultaten ervan van dien aard, dat men niet weigeren kan het te proberen."

### Wetenschappers
Verscheidene Nobelprijswinnaars hebben het Esperanto positief gewaardeerd, bestudeerd of uitgeoefend. Zie Franse Wikipedia reference.
- Rudolf Diesel, Duits uitvinder van de dieselmotor

"Na vele jaren ben ik geïnteresseerd geraakt in het Esperanto. Deze internationale hulptaal voldoet aan de basisvoorwaarde omdat vele mensen haar waarderen en ze een natuurlijke verbinding vormt met de belangrijkste talen wegens de geniale eenvoud en de logica van haar structuur."
- Gustave Eiffel, Frans ingenieur

"Esperanto... zonder zelf de moed gehad te hebben om het te leren, waarvoor mijn hoge leeftijd mij kan verontschuldigen, zal ik nooit nalaten het kinderen aan te raden, aangezien het een van de makkelijkste dingen is die zij kunnen leren."
- Albert Einstein, Joods-Duits-Zwitsers-Amerikaans theoretisch natuurkundige, met talenten in de toegepaste wiskunde

"Voor de internationale communicatie is het internationaal wederzijds begrip met behulp van de internationale taal niet alleen noodzakelijk, maar een vanzelfsprekende zaak. Esperanto is de beste oplossing van de idee van een internationale taal."
- Bertalan Farkas, Hongaars kosmonaut
- Louis Lumière, Frans grondlegger van de cinematografie.

"Het gebruik van Esperanto kan een van de gelukkigste gevolgen hebben in zijn uitwerking op internationale betrekkingen en het stichten en behoud van vrede."

### Andere
- Robert Baden-Powell, stichter van de scouting-beweging in 1908
- Paus Johannes Paulus II

Hij gaf zijn traditionele zegen tijdens het "Urbi et Orbi" in 51 talen, waaronder het Esperanto. Waarschijnlijk leerde hij Esperanto in zijn jonge jaren.
- Pelé, Braziliaans voetballer

"Het Esperanto zal in het algemeen voor sporters, voor de toenadering onder mensen en het vergemakkelijken van vriendschappelijke en sportersrelaties, zeer nuttig zijn."
- George Soros, zakenman